# 塞西爾頓 (馬里蘭州)
塞西爾頓（英語：Cecilton）是一個位於美國馬里蘭州塞西爾縣的市鎮。

## 人口
根據2020年美國人口普查的數據，塞西爾頓的面積為1.25平方千米，當中陸地面積為1.25平方千米，而水域面積為0.00平方千米。當地共有人口676人，而人口密度為每平方千米541人。